# Apeadeiro de Varanda

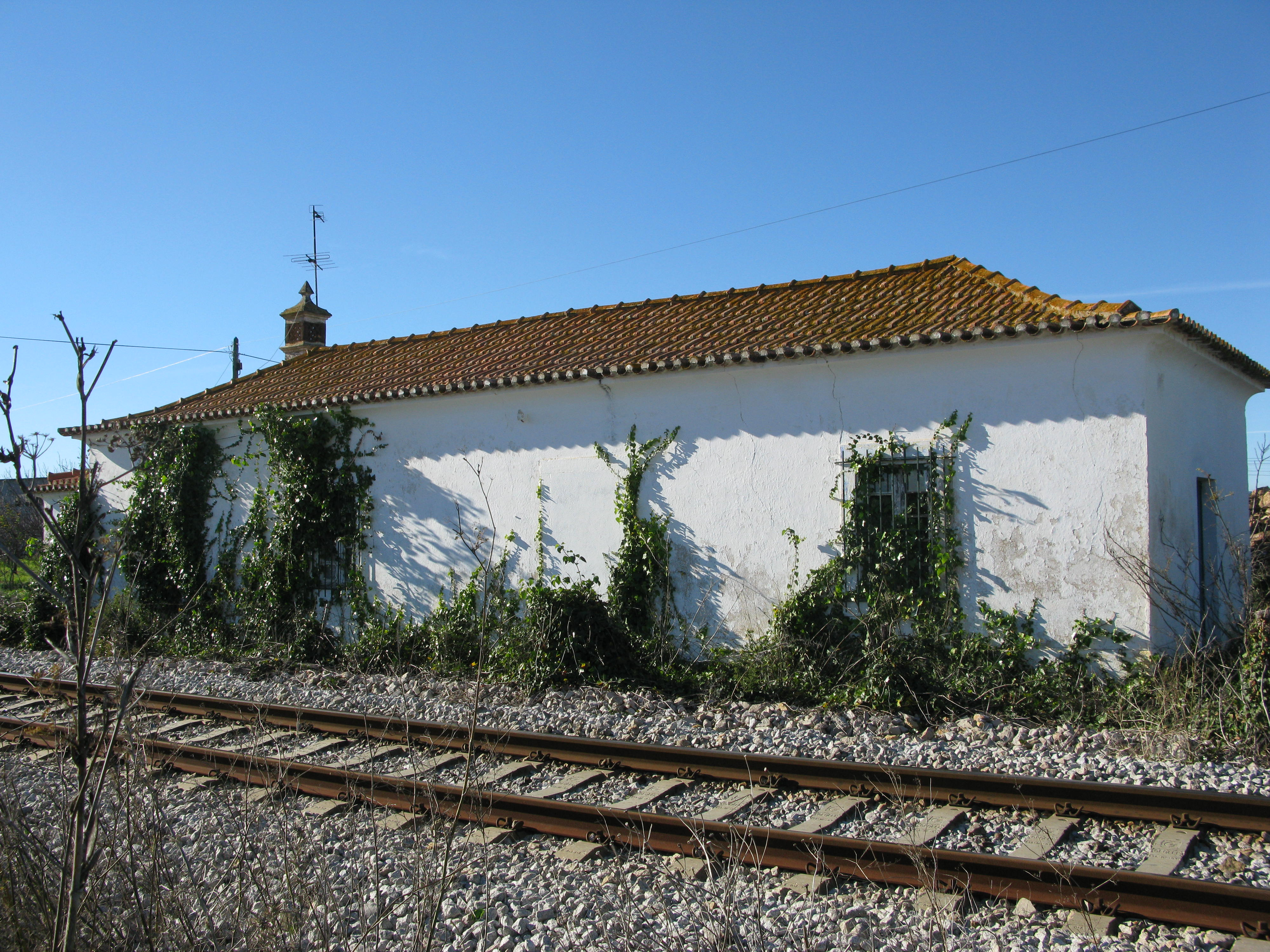
Edifício do antigo Apeadeiro de Varanda, em 2018.

O Apeadeiro de Varanda é uma gare encerrada da Linha do Algarve, que servia a zona de Varanda, no município de Tavira, em Portugal.

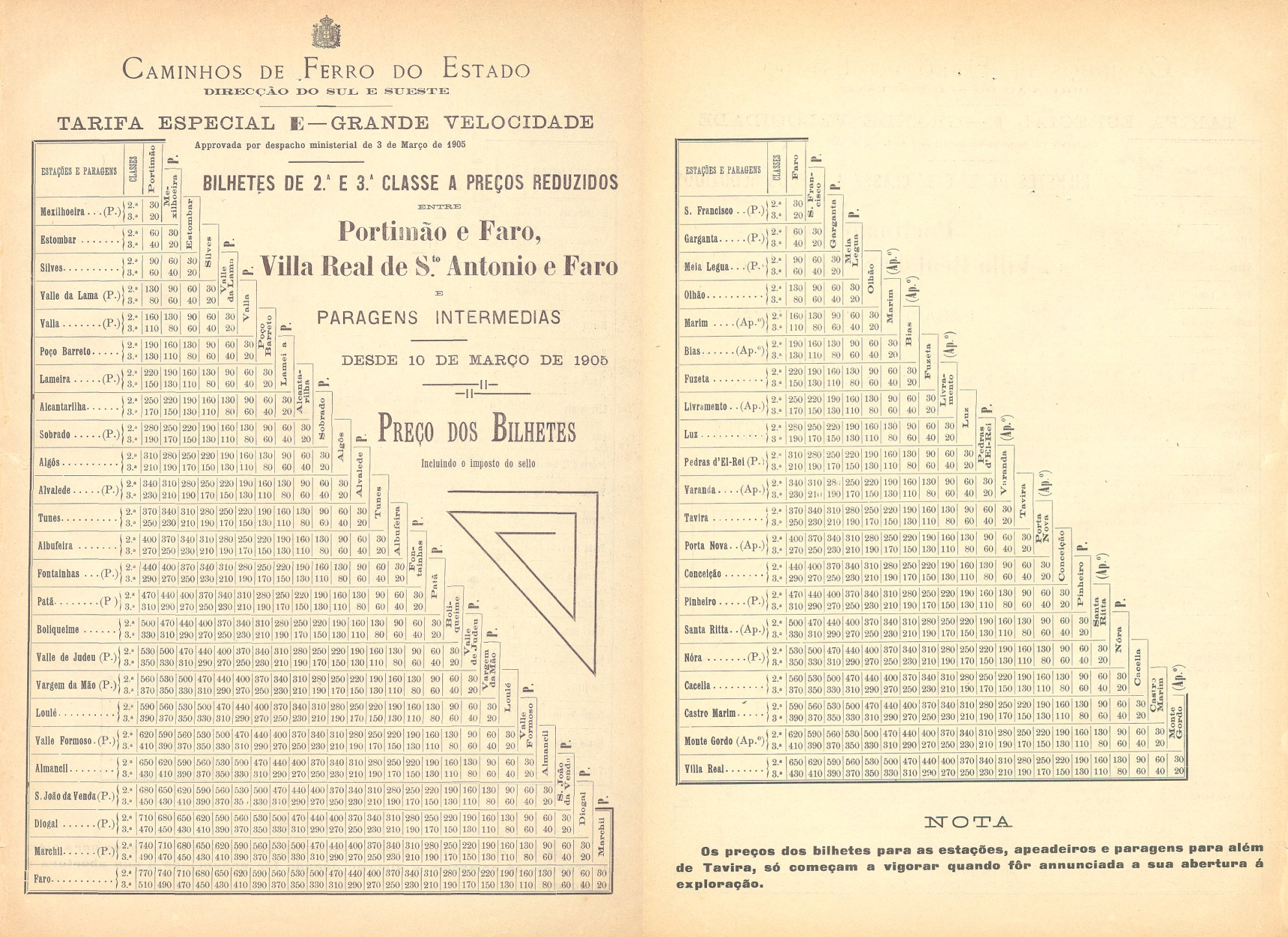
Aviso de 1905, onde se faz referência ao Apeadeiro de Varanda.

## História
O apeadeiro de Varanda insere-se no lanço da Linha do Algarve entre Luz e Tavira, que foi inaugurado no dia 19 de Março de 1905, pela divisão do Sul e Sueste dos Caminhos de Ferro do Estado.

O apeadeiro de Varanda foi encerrado antes de 1985.